# 胡氏花蟹蛛
胡氏花蟹蛛（学名：Xysticus hui）为蟹蛛科花蟹蛛属的动物。在中国大陆，分布于新疆、山东等地，一般栖息于山野间草丛中。该物种的模式产地在新疆。